# Left
Left è una rivista italiana a cadenza mensile, fondata nel 2006 come settimanale ed edita dalla società EditorialeNovanta, di proprietà di Matteo Fago.

## Storia
La rivista nasce nel 2006 dalla trasformazione editoriale del settimanale Avvenimenti. Il suo nome, oltre al chiaro e dichiarato riferimento politico, si spiega come acronimo delle parole simbolo della rivoluzione francese: Liberté, Égalité, Fraternité, con l'aggiunta della T di Trasformazione.
Al momento del suo lancio la rivista è diretta da Adalberto Minucci e Giulietto Chiesa, che però, dopo soli due numeri, vengono allontanati dalla nuova proprietà. Mentre in redazione ci sono il caporedattore Marco Romani, Paola Pentimella Testa (già redattrice di Avvenimenti-Ultime Notizie), Daniela Preziosi e Sebastiano Gulisano (già redattore di Avvenimenti-Ultime Notizie). I due direttori Minucci e Chiesa sono sostituiti da Alberto Ferrigolo e Andrea Purgatori. Nel 2007 lasciano il settimanale Daniela Preziosi e Marco Romani. Paola Pentimella Testa rimane redattrice del settimanale fino a gennaio 2008.
Nel novembre del 2011, Left rinnova grafica e contenuti e dal 12 maggio 2012, per circa due anni, esce anche come allegato del quotidiano l'Unità. In seguito alla chiusura de l'Unità il settimanale entra in crisi finanziaria e, il 3 gennaio 2015, sospende le pubblicazioni.

Il 7 gennaio 2015, Left è acquistato dalla EditorialeNovanta s.r.l, di proprietà di Matteo Fago, che ha così commentato il suo ingresso come editore: 
Il 17 gennaio 2015, Left torna in edicola con una nuova redazione, dedicando la sua copertina al leader greco Alexis Tsipras.
A partire dall'ottobre 2022, la cadenza della rivista passa da settimanale a mensile.

## Redazione

### Direttore editoriale
- Matteo Fago (dal 2016)

| Responsabili editoriali | Principali collaboratori |
| --- | --- |
| - Adalberto Minucci e Giulietto Chiesa (2006) - Pino di Maula (2006 - 2009) - Donatella Coccoli (2010 - 2012) - Giommaria Monti (2012 - 2013) - Maurizio Torrealta (2013 - 2014) - Giovanni Maria Bellu (2014) - Ilaria Bonaccorsi (2015) - Corradino Mineo (2016) - Ilaria Bonaccorsi (2016 - 2017) - Simona Maggiorelli (dal 2017) | - Sergio Cofferati - Massimo Fagioli - Donatella Coccoli - Francesca Merloni - Adriano Prosperi - Pietro Spataro - Giulio Cavalli - Saverio Tommasi - Filippo La Porta - Federico Tulli |

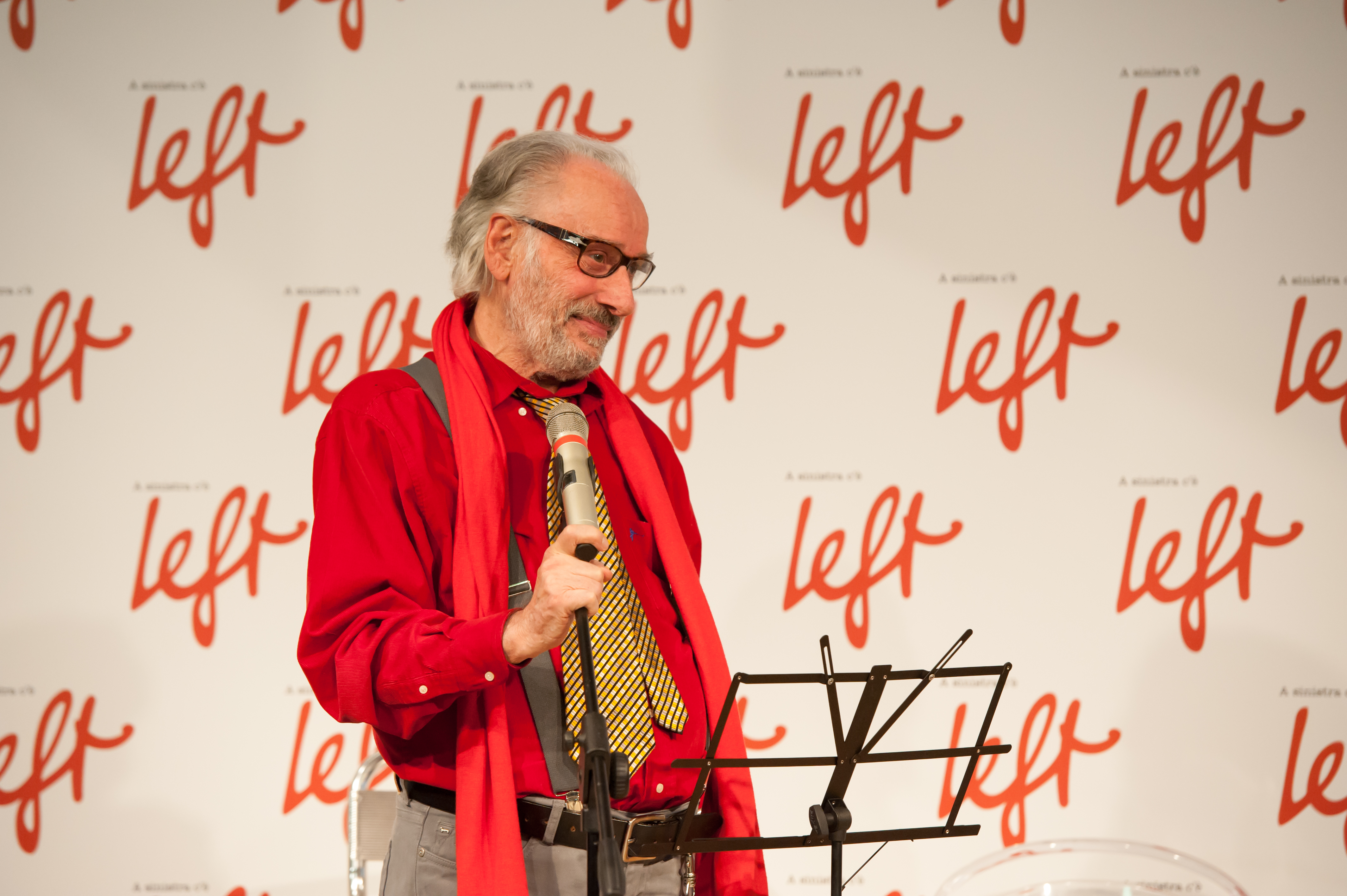
Massimo Fagioli, ospite e relatore alla Festa di Left del 26 ottobre 2014.

Dal 17 febbraio 2006 fino al 18 febbraio 2017,  il settimanale ha ospitato la rubrica Trasformazione di Massimo Fagioli, con oltre 500 articoli raccolti in una serie di volumi pubblicati da L'Asino d'oro edizioni.